# Solvei Teleman
Lillyann Solvei Elisabeth Berggren Teleman, född Berggren 2 oktober 1941 i Stockholm, är en svensk målare.
Hon är dotter till muraren Oskar Helge Berggren och Lisa Gunhild Andersson och från 1961 gift med Stefan Teleman. Hon studerade vid Arbetarnas bildningsförbunds målarskola i Stockholm 1960 och för Evert Lundquist vid Kungliga konsthögskolan. Hon tilldelades stipendium från Svensk-norska samarbetsfonden, Helge Ax:son Johnsons stiftelse, Otte Skölds stipendium från Konstakademien samt Wilhelm Beckers jubileumsstipendium. Hon medverkade i ett flertal grupputställningar bland annat i Sex unga som visades i Laholm 1965. Teleman är representerad i Västerås kommun.  

## Priser och utmärkelser
- 2002 - Elsa Olenius sällskapets hedersgåva